# 福盛訓之
福盛 訓之（ふくもり としゆき、1973年〈昭和48年〉10月21日 - ）は、日本の経営者。学習塾「個別指導キャンパス」を経営する新教育総合研究会株式会社の代表取締役社長。

## 経歴・人物
1973年（昭和48年）大阪市生まれ。大学在学中の19歳の1993年（平成5年）3月に、「理想の学習塾を創ろう」と思い大阪市城東区にて起業し開塾。1996年（平成8年）12月、新教育総合研究会株式会社を設立し代表取締役に就任した。現在は多数の会社を経営。関西を代表するベンチャー企業の経営者である。

## 人物
趣味は長年にわたり奉仕活動、茶道（裏千家茶名　福盛宗訓）、馬主活動、ボンボニエール収集、神社仏閣巡り など。

## 受賞歴[2]
- 2012年 日本赤十字社金色有功章
- 2013年 紺綬褒章
- 2014年 日本水難救済会名誉総裁章
- 2015年 第33回「優秀経営者顕彰」日刊工業新聞社賞
- 2016年 第21回稲盛経営者賞 第1位
- 2017年 第25回盛和塾世界大会「経営体験発表 稲盛経営者賞 最優秀賞」
- 2020年 四條畷市市政功労者表彰
- 2020年 紺綬褒章飾版

他多数

## 出演

### テレビ

#### メディア出演履歴
- NHK「ニュースほっと関西」「関西８４５」「おうみ発６３０」
- フジテレビ「とくダネ!」「めざましテレビアクア」
- 読売テレビ「VIEW～時代の道標～」「海原やすよともこのマル秘社会見学ツアー」「大発掘ＴＶめっちゃええやんＳＰ」「すももももももピーチCafe」「大阪ほんわかテレビ」
- 関西テレビ「よ~いドン!」「土曜日もよ~いドン!」「キャラぱら」「NMBとまなぶくん」「発見たまごころころコロンブス」「HITMON!!」
- 朝日放送「おはよう朝日です」「アフォリズムの翼」「本日はダイアンなり」「Co☆ラボ」「キャスト」「e-カンパニーTV」
- 毎日放送「ザ・リーダー」「名探偵すち子と新喜劇オールスターズ解決!なんでも探偵事務所」「FACE時代をつくる人々」「かまちょ」「かかあ天下にさせへんで！」「ビズらいよん」
- テレビ大阪「走れ!みつくに社長」「やすとものどこいこ!?」「名将の条件」「アジアに勝機あり」
- KBS京都「イイネ」
- びわ湖放送「滋賀経済NOW」「ニュース滋賀いろ」「勝利の盃」「キラりん滋賀」「コベキャン右肩アガリクイズ」
- 奈良テレビ「ゆうドキッ!」「千客万来！ならCoCo」「いい福みつけ旅」「コベキャンTV」「健康に福を呼ぶ」「クイズ!G1グランプリ」
- 中京テレビ「PUSH!」　テレビ愛知「くすぐる」「ナゴヤビジネスレポート」
- 南海放送「Beans」「ＲＮＢホット情報」
- 愛媛朝日「Nantion EHIME」「グッチョイ！」
- 日本テレビ「バゲット」
- 関西テレビ「ロザンのクイズの神様」

他多数

### ラジオ
- 20/4 プレスタ 【個別指導キャンパス】（FM滋賀）
- charge(FM滋賀）
- コベキャン☆プレスタ（KBS京都）
- 森脇健児のサタデーミーティング（KBS京都）